# Beothuk (taal)

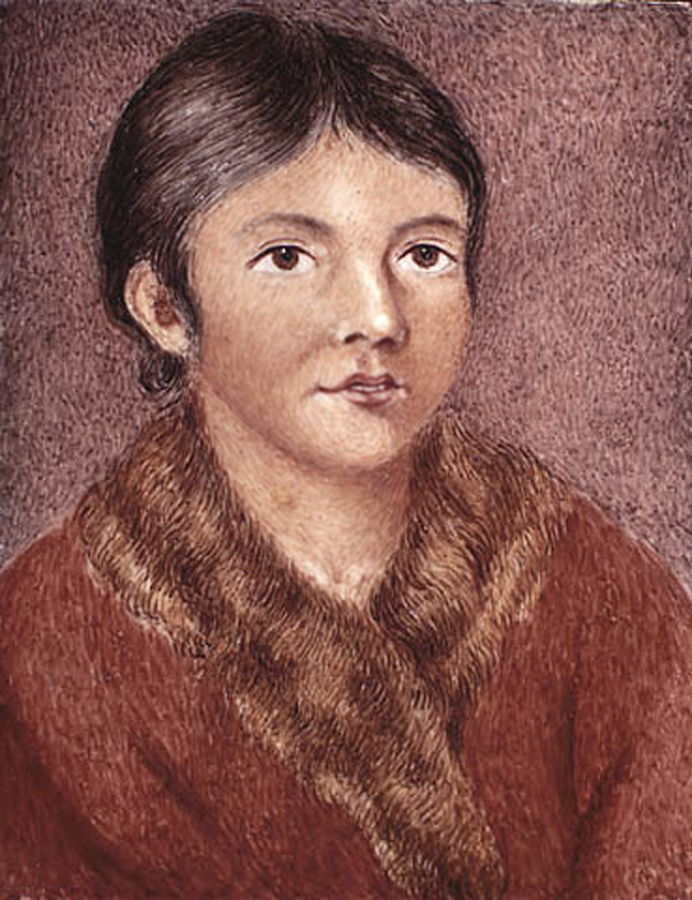
Demasduit, 1819

Beothuk (ook Beothukan) is de taal die werd gesproken door de Beothuk, de nu uitgestorven inheemse bevolking van het Canadese eiland Newfoundland. Slechts weinig geschreven documenten van hun taal zijn ons overgeleverd.

## De laatste der Beothuk
Soms wordt aangenomen dat hun taal verwant was met het naburige Algonkian, maar daar is onvoldoende bewijs voor. De weinige woorden die we van hen kennen zijn grotendeels afkomstig van de gevangengenomen Beothukvrouwen Demasduit (ca. 1796–1820) en Shanawdithit (ca. 1801-1829), enkele van de laatste leden van hun volk.

## Opname van Frank Speck
De Amerikaanse antropoloog Frank Speck maakte in 1910 een opname van een lied, gezongen door "Santu", een 75-jarige inheemse vrouw die het lied van haar vader zou geleerd hebben. Dat lied werd aan het einde van de 20e eeuw herontdekt. De tekst is echter onbegrijpelijk. Enkele bronnen schuiven 1929 als jaar naar voren, maar Speck noemde zelf 1910 in zijn boek 'Beothuk and M'kmac' waardoor deze datering het meest waarschijnlijk is.